# هاوثورني (كاليفورنيا)
هاوثورني (بالإنجليزية: Hawthorne)‏ هي إحدى مدن مقاطعة لوس أنجليس، كاليفورنيا. تم إعطاءها لقب مدينة في 12 يوليو، 1922.

## التركيبة السكانية
حدّد مكتب تعداد الولايات المتحدة بيانات التركيبة السكانية لهاوثورني في تعداد الولايات المتحدة. في ما يلي، التركيبة السكانية حسب تعدادي 2000 و2010.

### تعداد عام 2000
بلغ عدد سكان هاوثورني 84,112 نسمة بحسب تعداد عام 2000، وبلغ عدد الأسر 28,536 أسرة وعدد العائلات 19,775 عائلة مقيمة في المدينة. في حين سجلت الكثافة السكانية 5,330.3 نسمة لكل كيلومتر مربع (13,805.4/ميل2). وبلغ عدد الوحدات السكنية 29,629 وحدة بمتوسط كثافة قدره 1,877.6 لكل كيلومتر مربع (4,863.0/ميل2).
وتوزع التركيب العرقي للمدينة بنسبة 29.27% من البيض و33.02% من الأمريكيين الأفارقة و0.75% من الأمريكيين الأصليين و6.73% من الأمريكيين ذوي الأصول الآسيوية و0.86% من سكان جزر المحيط الهادئ و24.16% من الأعراق الأخرى و5.22% من عرقين مختلطين أو أكثر و44.26% من الهسبانيون أو اللاتينيون من أي عرق.
بلغ عدد الأسر 28,536 أسرة كانت نسبة 48.5% منها لديها أطفال تحت سن الثامنة عشر تعيش معهم، وبلغت نسبة الأزواج القاطنين مع بعضهم البعض 38.6% من أصل المجموع الكلي للأسر، ونسبة 23.5% من الأسر كان لديها معيلات من الإناث دون وجود شريك،  بينما كانت نسبة 7.1% من الأسر لديها معيلون من الذكور دون وجود شريكة وكانت نسبة 30.7% من غير العائلات. تألفت نسبة 24.5% من أصل جميع الأسر من عدة أفراد يعيشون في نفس المنزل ونسبة 4.5% كانت تتألف من شخص يعيش بمفرده يبلغ من العمر 65 عاماً أو أكثر. وبلغ متوسط حجم الأسرة المعيشية 2.93، أما متوسط حجم العائلات فبلغ 3.50.
بلغ العمر الوسطي للسكان 28.7 عاماً. وكانت نسبة 31.6% من القاطنين تحت سن الثامنة عشر، وكانت نسبة 11.3% بين الثامنة عشر والرابعة والعشرين عاماً، ونسبة 34.8% كانت واقعةً في الفئة العمرية ما بين الخامسة والعشرين والرابعة والأربعين عاماً، ونسبة 16% كانت ما بين الخامسة والأربعين والرابعة والستين، ونسبة 5.8% كانت ضمن فئة الخامسة والستين عاماً فما فوق. يوجد لكل 100 أنثى 92.9 ذكر، ويوجد لكل 100 أنثى في الثامنة عشر من عمرها فما فوق 87.6 ذكر.
بلغ متوسط دخل الأسرة في المدينة 31,887 دولارًا، أما متوسط دخل العائلة فبلغ 35,149 دولارًا. وكان متوسط دخل الذكور 29,481 دولارًا مقابل 27,427 دولارًا للإناث. وسجل دخل الفرد الخاص بالمدينة 15,022 دولارًا. وكانت نسبة 18.4% من العائلات ونسبة 20.3% من السكان تحت خط الفقر، وكان من هؤلاء نسبة 26% تحت سن الثامنة عشر ونسبة 9% في الخامسة والستين من العمر وما فوق.

### تعداد عام 2010
بلغ عدد سكان هاوثورني 84,293 نسمة بحسب تعداد عام 2010، وبلغ عدد الأسر 28,486 أسرة وعدد العائلات 19,559 عائلة مقيمة في المدينة. في حين سجلت الكثافة السكانية 5,341.8 نسمة لكل كيلومتر مربع (13,835.2/ميل2). وبلغ عدد الوحدات السكنية 29,869 وحدة بمتوسط كثافة قدره 1,892.8 لكل كيلومتر مربع (4,902.3/ميل2).
وتوزع التركيب العرقي للمدينة بنسبة 32.84% من البيض و27.74% من الأمريكيين الأفارقة و0.67% من الأمريكيين الأصليين و6.69% من الأمريكيين ذوي الأصول الآسيوية و1.16% من سكان جزر المحيط الهادئ و26.25% من الأعراق الأخرى و4.65% من عرقين مختلطين أو أكثر و52.88% من الهسبانيون أو اللاتينيون من أي عرق.
بلغ عدد الأسر 28,486 أسرة كانت نسبة 43.3% منها لديها أطفال تحت سن الثامنة عشر تعيش معهم، وبلغت نسبة الأزواج القاطنين مع بعضهم البعض 38% من أصل المجموع الكلي للأسر، ونسبة 22.4% من الأسر كان لديها معيلات من الإناث دون وجود شريك،  بينما كانت نسبة 8.3% من الأسر لديها معيلون من الذكور دون وجود شريكة وكانت نسبة 31.3% من غير العائلات. تألفت نسبة 25% من أصل جميع الأسر من عدة أفراد يعيشون في نفس المنزل ونسبة 5% كانت تتألف من شخص يعيش بمفرده يبلغ من العمر 65 عاماً أو أكثر. وبلغ متوسط حجم الأسرة المعيشية 2.94، أما متوسط حجم العائلات فبلغ 3.54.
بلغ العمر الوسطي للسكان 31.5 عاماً. وكانت نسبة 27.5% من القاطنين تحت سن الثامنة عشر، وكانت نسبة 11.3% بين الثامنة عشر والرابعة والعشرين عاماً، ونسبة 32.1% كانت واقعةً في الفئة العمرية ما بين الخامسة والعشرين والرابعة والأربعين عاماً، ونسبة 21.8% كانت ما بين الخامسة والأربعين والرابعة والستين، ونسبة 7.4% كانت ضمن فئة الخامسة والستين عاماً فما فوق. وتوزع التركيب الجنسي للسكان بنسبة 48.3% ذكور و51.7% إناث.

## أعلام
- جياسي زارديس
- بوبي فلويد
- ديفيد ماركس
- فريد درير
- كيلي هانسن
- بريت ودمان
- كيري ميلس